# Лоло Леталу Маталасі Моліга
Лоло Леталу Маталасі Моліга (англ. Lolo Letalu Matalasi Moliga; нар. 1949) — американський політичний діяч з Самоа, колишній педагог, бізнесмен і колишній президент Банку Розвитку Американського Самоа з 2009 по 2012 рік. Моліга був висунутий кандидатом на посаду губернатора Американського Самоа в 2012 році і виграв вибори.